# Список глав государств в 316 году
Список глав государств в 315 году — 316 год — Список глав государств в 317 году — Список глав государств по годам

## Африка
- Мероитское царство (Куш) — Малекеребар, царь (314 — 329)

## Азия
- Армения — Тиридат III, царь (287 — 330)
- Вакатака — Праварасена I, император (270 — 330)
- Гассаниды — Джабала I ибн аль-Харит I, царь (307 — 317)
- Гупта — Гхатоткача, махараджа (280 — 319)
- Дханьявади — Тюрия Мандала, царь[англ.] (313 — 375)
- Западные Кшатрапы — Рудрасимха II, махакшатрап (304 — 348)
- Иберия — Мириан III, царь (284 — 361)
- Китай (Период Шестнадцати варварских государств):
  - Западная Цзинь — Минь-ди (Сыма Е), император (313 — 316)
  - Ранняя Лян — Чжан Ши, князь (314 — 320)
  - Северная Хань — Лю Цун, император (310 — 318)
  - Чэн — Ли Сюн, император (303 — 334)
- Корея (Период Трех государств):
  - Конфедерация Кая — Коджиль, ван (291 — 346)
  - Когурё — Мичхон, тхэван (300 — 331)
  - Пэкче — Пирю, король (304 — 344)
  - Силла — Хырхэ, исагым (310 — 356)
- Кушанское царство — Чху, царь (310 — 325)
- Лахмиды (Хира) — Имру уль-Кайс I ибн Амр, царь (295 — 328)
- Паган — Ин Мин Пайк, король[англ.] (299 — 324)
- Паллавы (Анандадеша) — Симхаварман I, махараджа (315 — 345)
- Персия (Сасаниды) — Шапур II, шахиншах (309 — 379)
- Раджарата — Сиримегхаванна, король (304 — 332)
- Дай:
  - Тоба Илу, царь (315 — 316)
  - Тоба Пугэнь, царь (316)
  - Тоба Юйлюй, царь (316 — 321)
- Тогон — Муюн Туюхунь, правитель (312 — 317)
- Тямпа — Фан Йи, князь (284 — 336)
- Химьяр — Та'ран Йихан'им, царь (315 — 340)
- Чера — Иламкадунго, царь (287 — 317)
- Япония — Нинтоку, император (313 — 399)

## Европа
- Боспорское царство:
  - Рескупорид VI, царь (303 — 342)
  - Радамсад, царь (308 — 323)
- Думнония — Динод ап Карадок, правитель (305 — 340)
- Ирландия — Фиаха Срайбтине, верховный король (285 — 322)
- Папский престол - Сильвестр I, папа римский (314 - 335)
- Римская империя:
  - Восток — Лициний, римский император (313 — 324)
  - Запад — Константин Великий, римский император (308 — 337)

## Галерея
- Константин 
 308-337 
 Римский император (Запад)
- Лициний 
 308-324 
 Римский император (Восток)
- Мириан III 
 284-361 
 Царь Иберии
- Нинтоку 
 313-399 
 Японский император
- Шапур II 
 309-379 
 Шахиншах Персии